# Wzgórze Batowa

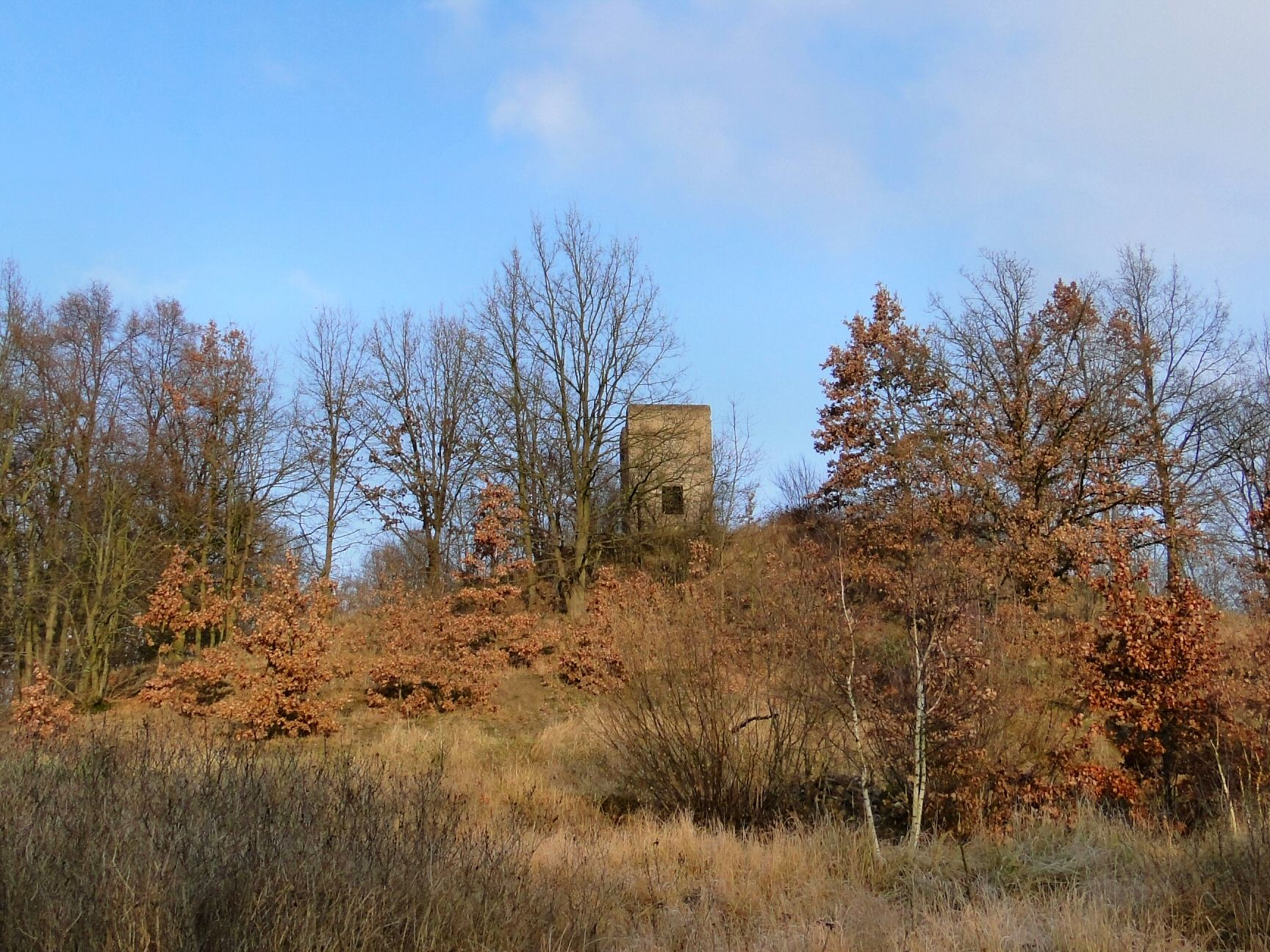
Wieża Batowa

Wzgórze Batowa – wzgórze w Radziszewie (powiat gryfiński) przy granicy administracyjnej Szczecina, w zachodniej części Puszczy Bukowej, na prawo od drogi wojewódzkiej nr 119 do Chlebowa, na południe od Zielonej Doliny. Na wzgórzu znajdował się punkt dowodzenia generała Pawła Batowa, będącego dowódcą 65 Armii Radzieckiej, która w dniach 16–20 kwietnia 1945 roku sforsowała w tym rejonie Odrę. Na pamiątkę tych wydarzeń umieszczono głaz narzutowy z tablicą informującą.
Poniżej wzgórza staw będący pozostałością po żwirowni. Widoki w kierunku zachodnim - na Międzyodrze i Wał Stobniański.
Niektóre wydawnictwa krajoznawcze i mapy nadają nieprawidłowo nazwę Wzgórze Batowa także bezimiennemu wzniesieniu w Kluczewku, po przeciwnej stronie Zielonej Doliny, gdzie znajdował się drugi punkt obserwacyjny gen. Batowa. Pozostałością po nim są ruiny czworobocznej betonowej wieży widokowej, zwanej obecnie Wieżą Batowa.
Pod względem regionalizacji fizycznogeograficznej wzgórze leży jeszcze w obrębie Wzgórz Bukowych, na południe od niego rozciąga się już Równina Wełtyńska, a na wschód - Dolina Dolnej Odry.